# Андо Хирошиге
Андо Хирошиге (на японски: 安藤 広重), преименуван през 1832 г. на Утагава Хирошиге (на японски: 歌川 広重; на английски: Utagawa Hiroshige) е японски художник – живописец и гравьор, особено популярен със своите пейзажи.
Смятан е за последния майстор на стила укийо-е, означаващо картини на плаващия свят. Това са рисунки върху дърво, характерни с изтънченост, елегантност и впечатляваща цветова композиция. Става много известен с картините си, изобразяващи пейзажи със сняг и дъжд. Те присъстват в много от най-добрите и най-известните му работи, заради което е познат още като „художника на дъжда, снега и мъглата“.

## Биография
Хирошиге е роден през 1797 година в Токио, тогава Едо. Произхожда от самурайско семейство, а баща му Ген'емон е шеф на пожарната в града. Малко преди да умре, бащата му предава поста си като пожарникар, който той заема до 27-годишна възраст. Работата му се състои в предотвратяване на пожари в крепостта Едо, задължение, което му остава много свободно време. Малко след това, през 1809 година, момчета загубва последователно и двамата си родители.
На 16-годишна възраст има желание да се запише за обучение при Утагава Тойокуни, но това не се осъществява, поради големия наплив на ученици. През 1812 година той е приет официално в училището Утагава с името Утагава Хирошиге, в школата на майстора на укийо-е Утагава Тойохиро, където учи само една година. Преди това той вече е показал на публиката ранната си творба „Процесията на Luchu Islanders“, рисувана, когато е само на 10 години. Когато през 1828 година учителят умира, Хирошиге получава предложението да заеме неговото място като преподавател под имете Тойохиро ІІ, но той отказва. Първата творба на Хирошиге, след като напуска школата, е „Оми 8“, публикувана през 1818 година и оценена като много оригинална. Въпреки че първите му работи са много добри, те не успяват да привлекат внимание.

## Творчество
Творчеството на Хирошиге е разделено на 3 етапа. В началото попада под влиянието на Хокусай, а по-късният му стил се приближава до този, развит в школата Оока, който е много по-близо до китайското изкуство. Първият етап преминава като ученик, когато е силно повлиян от стила на учителите си. Ранните му творби се състоят главно илюстрации на книги, а по-късно преминава на гравюри на момичета, актьори, самураи и войни, всички в стила на школата „Утагава“. През втория етап създава пейзажи, както и гравюри на птици и цветя.
В началото на 1830 година се отдава главно на рисунки на пейзажи, като променя подписа си. Първият му пейзажен цикъл е създаден през 1829 или 1830 година и е озаглавен „8 известни изгледа от Оми“. Последван е от серия от 10 гравюри със заглавието „Известни места в Източната столица“, при които ясно личи влиянието на Хокусай.
Художникът е силно повлиян от западните стилове Импресионизъм и Постимпресионизъм. През живота си Хирошиге създава повече от 5000 гравюри и над 10 000 техни копия.

### Произведения, посветени на пътя Токайдо
През 1832 той прави първото си пътуване по крайбрежния път Токайдо, което води и до първия му голям художествен успех. Това е един от петте главни пътя в Япония, свързващ градовете Осака, Киото и Едо. По онова време край него има 53 селища, като хановете във всяко от тях предлагат нощувка, храна и дарове за пътниците. Хирошиге създава оригиналния цикъл „53 спирки по пътя Токайдо“ – поредица, която му осигурява слава и успех. Според критиците това е един от най-добрите цикли от японски пейзажни гравюри, както и един от двата най-добри, които художникът някога е правил. Съдържа 55 пейзажа и е създаден през 1833 и 1834 година. Хирошиге изработва гравюра за всяко селище, за началната спирка и за пристигането в Киото. Мнозина си купуват копия от гравюрите и скоро той става един от най-популярните художници на укийо-е за всички времена.
През следващите двадесет години, Хирошиге продължава да създава голям брой пейзажи и редица други произведения върху много и различни теми. Това са основно многобройни цикли, посветени отново на Токайдо, сред които са сериите „Гьошо Токайдо“, „Рейшо Токайдо“, и „Почтеният Токайдо“. След издаването му цикълът става известен като „Hoeido Токайдо“. Серията „Гьошо Токайдо“ е създадена през около 1840 година и носи името на курсивен стил в калиграфията, използван в заглавията на картушите и означаващ буквално „стил трева“. „Рейшо Токайдо“ е рисувана между 1848 и 1854 година и е кръстена на друг калиграфски стил. Копия от тази серия се срещат рядко, тъй като ксилографските дървени трупчета са унищожени при пожар, когато са направени едва няколко разпечатки. „Почтеният Токайдо“ в по-голямата си част е портретна серия, създадена през 1855 година. Хирошиге отново и отново се връща на темата за 53-те станции по пътя и създава и издава между 16 и 19 варианта на цикъла.
- 53 спирки по пътя Токайдо
- Нихонбаши
- Шинагава
- Тоцука
- Канбара
- Окицу
- Ширасука

### Пейзажни цикли
По-късно Хирошиге рисува „Известни места в Киото“ и „69 спирки по пътя Кисокайдо“. Кисокайдо е планински път, свързващ Едо с Киото. Тези творби са колоритни, рационални, оживени, посветени на хората от селските райони на Япония. Други негови произведения са „36 изгледа от Фуджи“, повтарящи темата на цикъла на Хокусай, „Изгледи от 60 провинции“, „8 гледки към езерото Бива“ „Лунна светлина над Каназава“, „8 сцени от Каназава“, „Името Киото“ и много други.
Последният му прекрасен природен цикъл е „Известни места в Едо: 100 изгледа“, по-често наричан „100 изгледа от Едо“. Художникът рисува картините от него до края на живота си. Сега този цикъл се смята за един от двата най-добри, заедно с оригиналната „53 спирки по пътя Токайдо“.
В последния етап от творчеството си рисува още пейзажи, някои от тях с присъствието на хора. Късните му творби обаче не са сред най-сполучливите, защото се претоварва с работа и създава многобройни копия на гравюрите си.
Хирошиге живее в Едо през целия си живот и там умира от холера на 12 октомври 1858 година. След смъртта му репутацията му продължава да расте и сега е всеобщо признат за един от най-големите японски художници на своето време.
- Шунга (1840)
- Елегантна дама от периода Генджи (1853)
- Картина от цикъла „100 изгледа от Едо“ (1856)
- Картина от цикъла „100 изгледа от Едо“ (1858)
- „Сливова градина в Камейдо“ от цикъла „100 изгледа от Едо“
- „Сняг на връх Харуна“ от цикъла „Изгледи от 60 провинции“ (1856)
- Картина от цикъла „Известните чайни на Едо“ (1838 – 1840)
- Картина от цикъла „36 изгледа от Фуджи“
- Картина от цикъла „8 сцени от Каназава“
- Картина от цикъла „69 спирки по пътя Кисокайдо“
- Картина от цикъла „Сцени от покрайнините на Едо“
- „Пътническа лодка по река Йодо“ от цикъла „Известни места в Киото“
- Evening Shower at Atake and the Great Bridge. Photo by Paolo Monti (1975)